# Hayrettin Aydın
Hayrettin Aydın (* 1961) ist ein deutscher Historiker, Turkologe und Autor von Fachbüchern.

## Leben
Aydın studierte Geschichte und Turkologie an der Universität Hamburg; hier und an der Uni Kiel nahm er auch Lehrtätigkeiten auf. Von 1996 bis 2004 war er nach der Beteiligung an interkulturellen Forschungsprojekten wissenschaftlicher Mitarbeiter des Zentrums für Türkeistudien in Essen, zuletzt als Leiter der Migrationsforschungen. Nachdem er zwischen 2006 und 2007 die Geschäftsführung der Muslimischen Akademie Deutschland innehatte, ist er heute Referent des nordrheinwestfälischen Innenministeriums.
Aydın ist Autor von Veröffentlichungen zur deutsch-türkischen Thematik in deutscher, englischer und türkischer Sprache.